# Schuldienerhaus der Grundschule Leipziger Straße

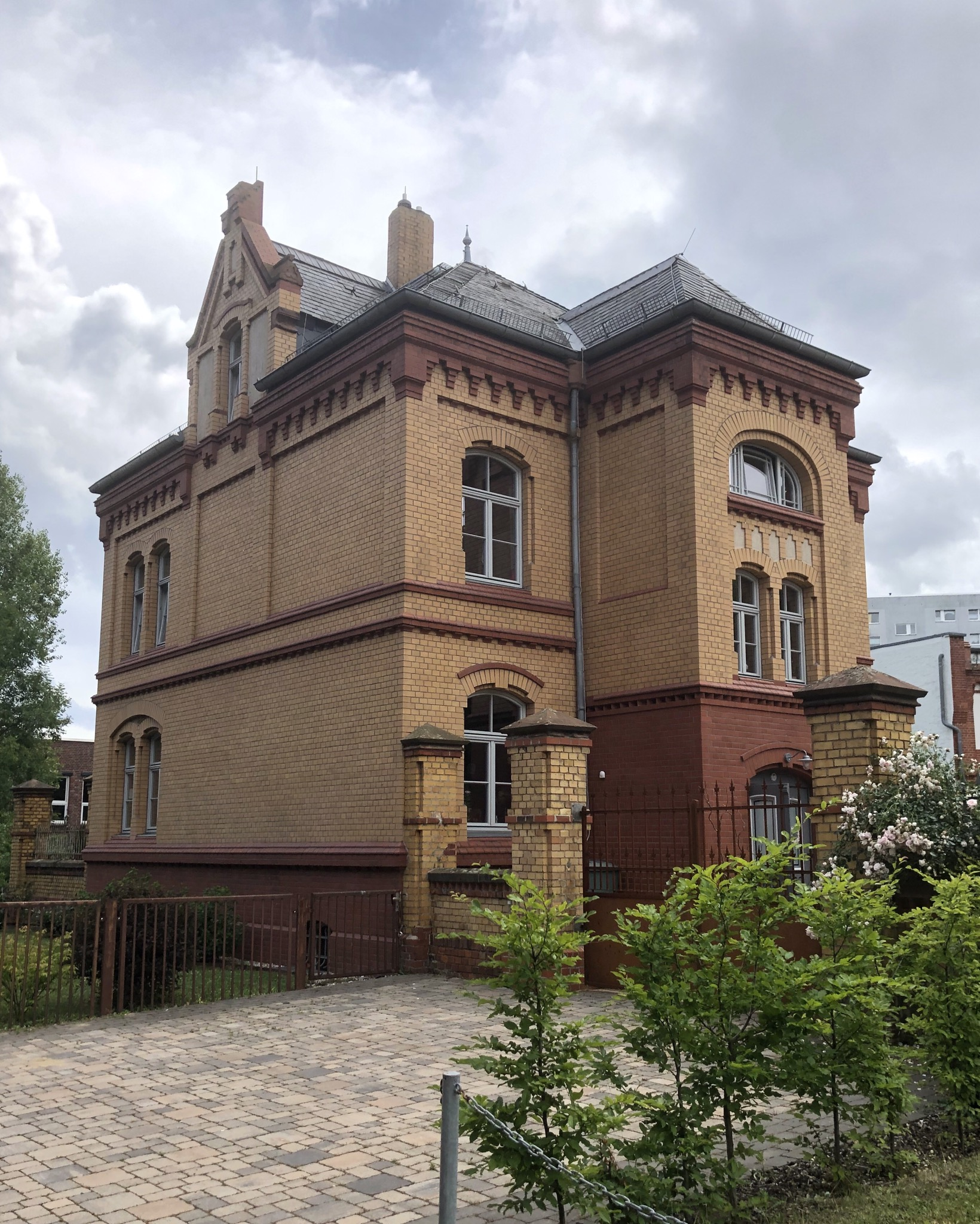
Schuldienerhaus der Grundschule Leipziger Straße, Blick von Norden, 2020

Das Schuldienerhaus der Grundschule Leipziger Straße ist ein denkmalgeschütztes Wohnhaus in Magdeburg in Sachsen-Anhalt.

## Lage
Es befindet sich auf der Südseite des Bierer Wegs im Magdeburger Stadtteil Leipziger Straße an der Adresse Bierer Weg 5. Es steht auf der Ostseite des Schulhofs der ebenfalls denkmalgeschützten Grundschule Leipziger Straße auf der Flur 438, Flurstück 10142.

## Architektur und Geschichte
Nachdem das Schulgebäude bereits ab 1891 entstanden war, wurde im Jahr 1903 das zweigeschossige Wohnhaus für den Schuldiener errichtet. Es entstand auf einem fast quadratischen Grundriss und stellt sich als kubisch wirkender Baukörper dar. In der Gestaltung orientierte sich das Gebäude an der Architektur des Schulhauses. Die Fassade besteht aus gelben und roten verblendeten Klinkern. Bedeckt ist das Gebäude mit einem mit Schiefer gedeckten Walmdach. Nach Nordosten zur Straße und Südwesten zum Hof hin, bestehen gestufte Zwerchhäuser. Der Eingang befindet sich auf der Nordwestseite und ist in einem deutlich hervortretenden Treppenhausrisalit angeordnet. Der Bau enthielt zwei Wohnungen. Sie umfassten jeweils zwei Stuben, eine Kammer und eine Küche.
Das Schuldienerhaus wurde, nachdem es in Privateigentum überführt worden war, in den Jahren 2012 bis 2014 saniert. Es gilt als Dokument der Schularchitektur der Gründerzeit.
Im örtlichen Denkmalverzeichnis war das Wohnhaus unter der Erfassungsnummer 094 16811 seit 2017 als selbständiges Baudenkmal verzeichnet. Zumindest seit 2020 wird es als Teilobjekt des Baudenkmals Grundschule unter der Nummer 094 16811 001 geführt.